# Grand Prix automobile du Brésil 1972
Le Grand Prix de Formule 1 du Brésil 1972 (I Grande Prêmio do Brasil), disputé le 30 mars 1972 sur le circuit d'Interlagos à São Paulo, est la première édition de cette épreuve. Faisant office de répétition générale avant le Grand Prix du Brésil 1973, cette course n'est pas inscrite au championnat du monde de Formule 1.

## Grille de départ
| Pos. | Pilote               | Écurie       | Temps        | Écart    |
| ---- | -------------------- | ------------ | ------------ | -------- |
| 1    | Emerson Fittipaldi   | Lotus-Ford   | 2 min 32 s 4 |          |
| 2    | Carlos Reutemann     | Brabham-Ford | 2 min 34 s 4 | + 2 s 0  |
| 3    | Ronnie Peterson      | March-Ford   | 2 min 34 s 6 | + 2 s 2  |
| 4    | Wilson Fittipaldi    | Brabham-Ford | 2 min 36 s 3 | + 3 s 9  |
| 5    | David Walker         | Lotus-Ford   | 2 min 37 s 7 | + 5 s 3  |
| 6    | Jean-Pierre Beltoise | BRM          | 2 min 37 s 8 | + 5 s 4  |
| 7    | José Carlos Pace     | March-Ford   | 2 min 39 s 4 | + 7 s 0  |
| 8    | Henri Pescarolo      | March-Ford   | 2 min 40 s 0 | + 7 s 6  |
| 9    | Peter Gethin         | BRM          | 2 min 41 s 0 | + 8 s 6  |
| 10   | Luiz Bueno           | March-Ford   | 2 min 41 s 6 | + 9 s 2  |
| 11   | Helmut Marko         | BRM          | 2 min 46 s 4 | + 14 s 0 |
| 12   | Alex Soler-Roig      | BRM          | 2 min 51 s 5 | + 19 s 1 |

## Course
| Pos.  | Pilote               | Écurie       | Tours | Temps/Abandon        |
| ----- | -------------------- | ------------ | ----- | -------------------- |
| 1     | Carlos Reutemann     | Brabham-Ford | 37    | 1 h 37 min 16 s 248  |
| 2     | Ronnie Peterson      | March-Ford   | 37    | + 1 min 27 s 656     |
| 3     | Wilson Fittipaldi    | Brabham-Ford | 37    | Temps inconnu        |
| 4     | Helmut Marko         | BRM          | 36    | + 1 tour             |
| 5     | David Walker         | Lotus-Ford   | 36    | + 1 tour             |
| 6     | Luiz Bueno           | March-Ford   | 39    | + 2 tours            |
| Abd.  | Emerson Fittipaldi   | Lotus-Ford   | 32    | Suspension           |
| Abd.  | Alex Soler-Roig      | BRM          | 11    | Panne électrique     |
| Abd.  | José Carlos Pace     | March-Ford   | 1     | Accélérateur         |
| Abd.  | Henri Pescarolo      | March-Ford   | 0     | Accélérateur         |
| Abd.  | Peter Gethin         | BRM          | 0     | Accélérateur         |
| Np.   | Jean-Pierre Beltoise | BRM          | 0     | Allumage             |
| Forf. | Andrea De Adamich    | Surtees-Ford |       | Voiture indisponible |
| Forf. | Reine Wisell         | Surtees-Ford |       | Voiture indisponible |

## Pole position et record du tour
- Pole position :  Emerson Fittipaldi (Lotus-Ford) en 2 min 32 s 4 (vitesse moyenne : 186,992 km/h)[1].
- Meilleur tour en course :  Emerson Fittipaldi (Lotus-Ford) en 2 min 35 s 2 (vitesse moyenne : 183,619 km/h)[4].